# Envy of None
Envy of None (скорочено EON) — канадсько-американський рок-супергурт, сформований у 2021 році.
Засновники гурту: Алекс Лайфсон — гітара (колишній учасник гурту Rush), Енді Каррен — бас, Майя Вінн — вокал, Альфіо Аннібаліні — гітара, клавішні.
Однойменний студійний альбом гурту був випущений 8 квітня 2022 року.

## Історія
У червні 2021 року Алекс Лайфсон випустив на своєму офіційному сайті два сольні інструментальні треки, «Kabul Blues» і «Spy House». У записі треків брали участь басист Енді Каррен і барабанщик Девід Куінтон Стейнберг, обидва канадці. Каррен розпочав свою кар'єру на початку 80-х як учасник торонтського хард-рок гурту Coney Hatch. Стейнберг, тим часом грав з кількома піонерами панку 70-х, включаючи гурти Mods і Dead Boys. Алекс Лайфсон також співпрацює з гітарним брендом Epiphone для дебюту електрогітари Alex Lifeson Epiphone Les Paul Standard Axcess. Вона заснована на специфікаціях Gibson Les Pauls, на яких Лайфсон грав протягом останніх 10 років.
Менш ніж через тиждень після оголошення треків «Kabul Blues» і «Spy House», Алекс Лайфсон повідомив, що він закінчив десять пісень для свого нового сайд-проекту Envy of None, у якому взяли участь басист Енді Каррен, гітарист Альфіо Аннібаліні та вокалістка Майя Вінн, а також барабанщики Девід Куінтон Стейнберг та Тім Оксфорд.
Проєкт виник, коли Енді Каррен і Майя Вінн працювали над новою музикою, Алекс Лайфсон помітив і попросив послухати. Каррен заохочував Лайфсона додати гітарні партії, якщо його щось зацікавило, і сказав: «Він грав один трек, який став двома, а два перетворилися на три».
Гурт сподівався підготувати музичний матеріал для випуску альбому наприкінці 2021 року, але випуск перенесли на наступний рік.
12 січня 2022 року гурт оголосив, що їхній однойменний дебютний альбом буде випущений 8 квітня на незалежному лейблі Kscope, у Лондоні. Того ж дня вийшов перший сингл «Liar». 2 березня 2022 року гурт випустив другий сингл, «Look Inside», а 9 березня 2022 року вийшов кліп на цю пісню.
Однойменний дебютний альбом гурту складається з одинадцяти треків. Альбом був записаний під час пандемії COVID-19 і випущений 8 квітня 2022 року. Музичний стиль альбому містить елементи ембієнту і індастріалу.
Останній трек альбому, інструментальний «Western Sunset», є даниною пам'яті по колишньому колезі Лайфсона по гурту Rush, барабанщику та автору слів, Нілу Пірту. Лайфсон написав пісню в будинку Пірта, в Санта-Моніці, незадовго до смерті барабанщика, у січні 2020 року.
У 2022 році, після російського вторгнення в Україну, гурт Envy of None випустив сингл «Enemy» / «You'll Be Sorry» на підтримку УВКБ ООН в Україні. Envy of None обрали УВКБ ООН, як організацію для пожертвувань, після того, як з ними зв'язалися друзі з рок-гурту Big Wreck, коли вони запустили подібну кампанію. Менеджер Big Wreck настійно порекомендував УВКБ ООН. Envy of None вирішила піти їхніми стопами.
«Я завжди вірила, що музика може змінити ситуацію, і я подумала, що ми можемо використати пісню „Enemy“, щоб спробувати зібрати гроші. Мені справді пощастило бути частиною команди, яка дуже дбає про мене», — каже Майя Вінн. «Усі негайно підхопилися, і так багато людей по дорозі долучилися. Це так багато значить мати можливість допомогти та використовувати нашу музику, щоб зробити щось добре… Наші серця болять за тих, хто в Україні, і ми надсилаємо наші любов до всіх постраждалих».
«Як отримати мотивацію до дії? Що таке переломна точка бездіяльності? Коли щоденне обурення жахливими подіями стає нестерпним?» — запитав Алекс Лайфсон. «Думки та молитви не вирішують. Вони не працюють. Прямі дії — це те, що необхідно. Присутність УВКБ ООН та їхні невтомні зусилля з підтримки переміщених осіб і травмованих жертв цієї безглуздої варварської війни є свідченням таких дій. Поки цей кошмар триває, ми повинні залишатися рішучими в нашій підтримці».
Гурт зібрав близько 100 тисяч доларів на підтримку України — і загальна сума продовжує зростати. За допомогою їхньої торговельної компанії Vision Merch, незалежного лейбла Kscope та друзів з Precision Record Pressing, було створено 7-дюймовий вініловий диск, виготовлений спеціально для проєкту, а виручені кошти підуть на допомогу УВКБ ООН в Україні.
20 квітня 2023 року гурт оголосив про вихід 9 червня мініальбому That Was Then, This Is Now, який містить ремікси двох раніше випущених треків і три нові композиції.
Алекс Лайфсон заявив, що не має наміру брати участь у концертних турах, але «дасть кілька концертів деінде».

## Учасники гурту
- Альфіо Аннібаліні (Alfio Annibalini) — гітара, клавішні, програмування
- Енді Каррен (Andy Curran) — бас, програмування, гітара, стилофон, бек-вокал
- Алекс Лайфсон (Alex Lifeson) — гітара, мандола, банджо, програмування
- Майя Вінн (Maiah Wynne) — головний вокал, клавішні

## Дискографія
Альбоми
- Envy of None (2022)

Мініальбоми
- That Was Then (2023)

Сингли
- «Liar» (2022)
- «Look Inside» (2022)
- «Enemy» / «You'll Be Sorry» (2022)